# Franciszek Szymura
Franciszek Szymura (Hombruch-Barop, 7 dicembre 1912 – Varsavia, 18 maggio 1985) è stato un pugile e cestista polacco.

## Carriera
Con la Polonia ha disputato i Campionati europei del 1946.